# I Muppets alla conquista di Broadway
I Muppets alla conquista di Broadway (The Muppets Take Manhattan) è un film musicale del 1984 diretto da Frank Oz. È il terzo della serie che vede protagonisti i Muppet di Jim Henson, e l'ultimo prodotto prima della morte del loro creatore (in realtà il penultimo se si considera anche Follow That Bird).

## Trama
I Muppet decidono di cercare successo a Manhattan, e per riuscirci portano a Broadway il loro spettacolo "Manhattan Melodies". Riscuotendo molto successo grazie a Kermit la Rana, il gruppo decide di presentarlo a Broadway: una volta sul posto, il gruppo gira molti teatri ma nessuno di questi sembra essere interessato allo spettacolo. Seduti in un ristorante gestito da Pete e sua figlia Jenny, gli amici decidono di lasciare Kermit da solo a cercare fortuna, pensando di essere loro a frenare le possibilità della rana. La gang quindi si scioglie, cercando di farsi una nuova vita.
Rimasto solo, Kermit decide che, in un modo o nell'altro, arriverà al successo e recupererà i suoi amici. I tentativi per realizzare il suo piano saranno tantissimi, ma tutti fallimentari, finché Kermit non riceve la lettera di un produttore, Bernard Crawford. La lettera è stata in realtà scritta dal figlio del produttore, Ronnie, a cui il padre decide di dare una possibilità con la produzione di uno spettacolo. Correndo dagli amici per dar loro la notizia, Kermit viene investito da un'auto e perde la memoria: convinto di chiamarsi Phil, comincia a farsi una nuova vita trovando lavoro in un'agenzia pubblicitaria. Sarà compito degli altri membri del gruppo ritrovare la rana e fargli ricordare il progetto dello spettacolo, da realizzare in sole due settimane. I muppet, Jenny e Ronnie non riescono a trovarlo fino all'ultimo giorno; entrando nel ristorante di Pete per pranzare, Kermit viene finalmente ritrovato dai suoi amici e, sebbene non li riconosce, viene trascinato da questi a teatro.
I tentativi per far tornare la memoria a Kermit sono vani. Dopo che Miss Piggy dice a Kermit che un tempo voleva sposarla, egli si mette a ridere e la prende in giro; lei, arrabbiata, lo colpisce, e il colpo ricevuto gli fa' tornare la memoria. Il gruppo ora può finalmente esibirsi. Lo spettacolo si rivela un successo, e infine, Kermit e Miss Piggy convoglieranno le tanto attese nozze.

## Cast
Compaiono nel film celebrità fra cui:
- Gregory Hines
- John Landis
- Liza Minnelli
- Brooke Shields
- Joan Rivers
- Elliott Gould

## Produzione
Il film è stato prodotto dalla Henson Associates e dalla TriStar Pictures, è stato filmato a New York nell'estate del 1983 ed è costato 8 milioni di dollari.
È il primo film completamente diretto da Frank Oz (che inoltre anima e doppia Fozzie, Miss Piggy e Animal), che precedentemente co-diretto Dark Crystal con Jim Henson. Questo è anche il primo (e finora unico) film dei Muppet a non avere un antagonista principale; tuttavia, la cosa più vicina ad un cattivo è un produttore di Broadway e truffatore di nome Martin Price (interpretato da Dabney Coleman), ma ha una sola scena e svolge un ruolo minore.
Il film ha introdotto i Muppet Babies come le versioni bambinesche dei Muppet in una sequenza di fantasia. I Muppet Babies in seguito hanno ricevuto una loro serie animata televisiva, in onda sulla CBS dal 1984 al 1992 e che da allora è stata trasmessa in tutto il mondo (in Italia arrivò su Italia 1 dal 1986).

## Distribuzione
Il film è uscito negli Stati Uniti d'America il 13 luglio 1984.

### Edizione italiana
L'edizione italiana fu trasmessa direttamente in televisione, il giorno di Capodanno del 1995 su Italia 1. I Muppets alla conquista di Broadway è quindi l'unico film dei Muppet a non essere stato distribuito né al cinema né in home video in Italia. Il doppiaggio fu eseguito dallo Studio P.V. e diretto da Enrico Maggi; il cast vocale è completamente diverso da quelli del Muppet Show e degli altri film della serie, tuttavia alcuni doppiatori tornano a ricoprire i ruoli che avevano nella serie animata Muppet Babies.

## Accoglienza

### Pubblico
Anche se il film non ha battuto i suoi predecessori, ha incassato 25534703 $, il che lo ha reso il secondo film con rating G più alto del 1984 (dietro la riedizione Disney di Pinocchio).

### Critica
I Muppet alla conquista di Broadway è stato accolto con recensioni per lo più positive. L'aggregatore di recensioni Rotten Tomatoes riferisce che l'83% di 23 critici ha dato al film una recensione positiva, con una valutazione media di 6,9 su 10. Il consenso del sito ha dichiarato che "se non è così preciso come Ecco il film dei Muppet e Giallo in casa Muppet, I Muppet alla conquista di Broadway è ancora un racconto elegante, deliziosamente vecchio stile, che segue la formula stabilita dai primi due film: un'avventura pazzesca assistita da un enorme gruppo di stelle umane."
Roger Ebert del Chicago Sun-Times ha dato al film una valutazione a tre stelle (su quattro) affermando nella sua recensione che "la trama del film è stata vista prima". Tuttavia, Ebert ha continuato dicendo che praticamente tutto nel film è stato divertente e che Kermit risolve finalmente la sua lunga crisi di identità. Nella sua Guida al cinema del 2009, Leonard Maltin ha dato al film una valutazione a tre stelle (su quattro), citando anche che il film è una "divertente uscita con canzoni vivaci, con un buon uso dei luoghi di New York".

## Riconoscimenti
- 1985 - Premio Oscar
  - Nomination Migliore colonna sonora originale (con canzoni) a Jeff Moss
- 1985 - Saturn Award
  - Nomination Miglior colonna sonora a Ralph Burns
- 1985 - Young Artist Award
  - Nomination Miglior film commedia o musicale